# Wolfgang Weber (Politiker)
Wolfgang Weber (* 26. Juni 1939 in Breslau; † 7. Februar 2023) war ein deutscher Ingenieur sowie Politiker (DDR-CDU, ab 1990 CDU). Von 1990 bis 1994 war er Mitglied des Sächsischen Landtages.

## Leben
Wolfgang Weber besuchte die Volksschule und die Berufsschule. Anschließend machte er eine Lehre als Werkzeugmacher bei Fichtel & Sachs in Reichenbach im Vogtland. Seine Facharbeiterprüfung legte er im Jahr 1956 ab und war danach als Werkzeugmacher tätig. Es folgte ein Studium der Fertigungstechnik in Karl-Marx-Stadt mit der Ingenieurprüfung im Jahr 1960. Anschließend war er als Versuchsingenieur und Konstrukteur an der TH/TU Dresden beschäftigt. Danach nahm er ein Diplomfernstudium der Fertigungstechnik an der TU Dresden wahr und legte 1969 seine Diplomprüfung ab. Im Jahr 1978 promovierte er zur Thematik Ein Beitrag zum Umformverhalten beim Reckschmieden von Stahl zwischen Flachsätteln auf einem Lufthammer zum Dr. -Ing. Anschließend war Weber bis Juni 1990 als Fachschullehrer, Laborleiter, Technischer Leiter und wissenschaftlicher Oberassistent an der Ingenieurschule für Werkzeugmaschinenbau in Karl-Marx-Stadt und an der TU Chemnitz, Sektion Technologie der metallverarbeitenden Industrie. Anschließend, ab Juni 1990, war er Ressortleiter für Bildung, Kultur, Jugend/Sport an der Bezirksverwaltungsbehörde Chemnitz.
Weber war evangelisch und verheiratet.

## Politik
Wolfgang Weber trat 1968 der DDR-Blockpartei CDU bei. Zwischen 1975 und 1989 war er Ortsgruppenvorsitzender der CDU in Chemnitz. Ab 1990 war er kommissarischer Ortsvereinsvorsitzender. Von 1969 bis 1989 gehörte Weber als Abgeordneter der Stadtbezirksversammlung Karl-Marx-Stadt/Süd an, wo er in der Kommission für Finanzen und zuletzt als Kommissionsvorsitzender tätig war. Ab 1989 war er Vorsitzender des Bezirksfachausschusses „Bildung“ in Chemnitz.
Im Oktober 1990 wurde Weber über den Wahlkreis 63 (Chemnitz V) mit 44,8 Prozent der Stimmen in den Sächsischen Landtag gewählt. Diesem gehörte er für eine Wahlperiode bis 1994 an und war Vorsitzender im Ausschuss für Schule, Jugend und Sport sowie Mitglied im Geschäftsordnungsausschuss und im Ausschuss für Wissenschaft und Hochschulen.

## Belege
- Klaus-Jürgen Holzapfel (Hrsg.): Sächsischer Landtag: 1. Wahlperiode, 1990–1994; Volkshandbuch. NDV Neue Darmstädter Verlagsanstalt, Rheinbreitbach 1991, ISBN 3-87576-265-7. S. 68 (Ausschüsse: S. 81 u. 90 f.). (Stand Mai 1991)